# Jules Halbert
Jules Halbert, né le 7 février 1886 au Landreau et mort le 4 février 1955 à Nouméa, est un prélat catholique français. 

## Biographie
En 1939, il est nommé vicaire apostolique de Port-Vila et évêque titulaire d'Archelaïs (de).